# Android 14
Android 14 ist die vierzehnte Hauptversion von Android, dem mobilen Betriebssystem, das von der Open Handset Alliance unter der Leitung von Google entwickelt wird. Die erste Developer-Preview wurde am 8. Februar 2023 veröffentlicht. Die finale Version wurde am 4. Oktober 2023 veröffentlicht.
Im Dezember 2024 lief Android 14 auf 37,21 % aller Android-Geräte.

## Geschichte

Android 14 Developer-Preview Logo

Android 14 wurde in einem Android-Blog am 8. Februar 2023 angekündigt. Eine Developer-Preview wurde sofort veröffentlicht, sowie eine Roadmap mit den Daten von Updates. Diese beinhaltete eine weitere Developer-Preview, die am 8. März veröffentlicht wurde, sowie vier monatliche Betaversionen. Am 12. April erschien die erste Beta, welche am 26. April einen Hotfix auf Beta 1.1 erhielt. Am 10. Mai 2023 wurde Beta 2 veröffentlicht. Version 2.1 folgte am 25. Mai. Knapp zwei Wochen später, am 7. Juni 2023 erschien Beta 3, welche gleichzeitig auch die Plattformstabilität mit sich brachte. Am 14. Juni erschien ein Hotfix auf Version 3.1. Am 11. Juli erschien Beta 4 und am 26. Juli wurde ein Update auf Beta 4.1 veröffentlicht. Beta 5 erschien am 10. August 2023. Am 18. August folgte Version 5.1; Beta 5.2 wurde am 25. August veröffentlicht. Am 6. September wurde Beta 5.3 veröffentlicht.
Android 14 ist für alle hauseigenen Google-Pixel-Geräte ab dem Pixel 4a (5G) verfügbar.

## Neue Funktionen (Auswahl)
Aufbauend auf der in Android 13 neu hinzugefügten Möglichkeit, Sprachen individuell für Apps festzulegen, wurde dieses Feature erweitert und ist für Entwickler vereinfacht zu implementieren. Des Weiteren wurde die neue „Grammatical Inflection API“ hinzugefügt, um unterschiedliche Anreden in Sprachen zu ermöglichen, wenn sich eine Nachricht auf den Benutzer in einer geschlechterspezifischen Sprache bezieht.
Gegenüber früheren Android-Versionen wird Android 14 die Möglichkeit bieten, die Schriftgröße auf bis zu 200 % zu erhöhen (im Gegensatz zu ehemals 130 %).
Weitere Neuerungen verbessern die Akkulaufzeit, indem interne Prozesse effizienter für Nutzer gestaltet werden. Ergänzend dazu gibt es nun die Möglichkeit, direkt zwischen dem Energiesparmodus und dem Extrem-Energiesparmodus zu wählen.
Dazu wird in den Akku-Einstellungen nun die Bildschirmzeit seit der letzten vollständigen Aufladung angezeigt. Dabei wird von System- und App-Anwendungen getrennt der Akkuverbrauch gezeigt. Dieses Feature wurde mit der Einführung von Android 12 durch das Zeigen der Akkuverwendung innerhalb der vergangenen 24 Stunden ersetzt.
Für Geräte mit größerem Bildschirm, bspw. Tablets, wird in Android 14 die Taskleiste erweitert und zeigt nun Namen der angehefteten Apps an.
Die bereits in Android 12 eingeführte und in Android 13 ergänzte Designsprache Material You erhält in Android 14 überarbeitete Standardfarben. Ebenfalls wird dem Nutzer mehr Individualisierung bei der Auswahl des Uhr-Designs auf dem Always-on-Display ermöglicht.
Um die Privatsphäre zu erhöhen, wird dem Nutzer die Möglichkeit überlassen, selbst zu entscheiden, auf welche Bilder eine App zugreifen darf.
Systemweit lässt sich nun festlegen, welche Temperaturmaßeinheit, Grad Fahrenheit oder Grad Celsius, in Anwendungen verwendet werden soll.
Die neue Android-Version wird Drag and Drop ermöglichen. Es lassen sich Bilder und auch Texte durch langes Gedrückthalten auf dem Bildschirm fixieren, während man eine andere Anwendung aufruft, um dort den Inhalt einzufügen.
Die Zurückgeste wird überarbeitet und zeigt nun, ob beim Zurückwischen die geöffnete Anwendung geschlossen wird oder ob innerhalb der App eine Seite zurückgegangen wird.